# Henri VIII le Moineau
Henri VIII (VI) le Moineau (polonais : Henryk VIII Wróbel) (né vers 1357 – 14 mars 1397) est duc de Żagań–Głogów de 1368 à 1378 (comme corégent avec ses frères), à partir de 1378 il règne sur Zielona Góra, Szprotawa, Kożuchów, Przemków et Sulechów, et de 1395 également sur une moitié de Głogów, Ścinawa et Bytom Odrzański.

## Biographie
Henri VIII est le troisième fils d'Henri V de Fer, duc de Żagań–Głogów, et de son épouse Anne fille du duc Wacław de Płock. L'origine de son surnom « le Moineau », parfois traduit en français par « le Passereau », est inconnue.
Après la mort de son père en 1369, Henri VIII règne conjointement sur le duché de Żagań-Głogów avec ses frères ainés Henri VI et Henri VII comme corégents. Il n'exerce seul le pouvoir qu'après la division du duché entre les frères en 1378. Henri VIII reçoit les cités de Kożuchów, Zielona Góra, Szprotawa, Sława, Nowe Miasteczko et Przemków. 
Sans doute vers 1382 le duc Ladislas II d'Opole lui accorde sa fille Catherine en mariage. Le couple reçoit le gouvernement les cités de Prudnik et de Głogówek situées dans le duché d'Opole. Cependant plus tard  Henri VIII devra rétrocéder Głogówek à la veuve de son beau-père  Euphemia de Mazovie comme douaire ou  Oprawa wdowia et il ne conserve que Prudnik. En 1393 Henri VIII acquiert les droits à la succession du duché de Żagań après la mort de son frère ainé Henri VI l'Aîné, mais il ne pourra en prendre possession qu'après la mort de sa belle-sœur la veuve d'Henri VI, Hedwige de Legnica, qui avait reçu elle aussi ces domaines comme 
Oprawa wdowia. Finalement Henri VIII n'entre pas en possession de Żagań avant sa mort et ce sont ses fils qui en héritent après la renonciation d'Hedwige en 1403. Deux ans plus tard, en 1395, Henri VIII prend cette fois réellement possession de la moitié de Głogów détenue par sa famille, après la mort de son frère Henri VII Rumpold qui décède sans alliance ni postérité.
Henri VIII a un caractère très différent de ceux de ses  frères. Il aime participer à des banquets, des jeux et des tournois de chevaliers. Ce train de vie implique de lourdes dépenses et en conséquence le duc doit faire face à de continuels problèmes financiers. Son principal créancier est Conrad II le Gris duc d'Oleśnica, qui après sa mort reçoit en paiement Ścinawa. Ensuite il tente d'accaparer des biens de l'Église, ce qui se solde par son excommunication par l'évêque de Wrocław. Curieusement le duc meurt peu après de graves blessures reçues dans un tournoi à Legnica. 
Ses obsèques se déroulent dans une atmosphère de scandale : son corps n'est pas inhumé pendant huit jours jusqu'à ce que l'église reçoive une compensation financière pour les agissements du défunt duc. Il est enfin inhumé dans l'église des  Augustiniens de Żagań. Dans ces dernières volontés il laisse à son épouse la jouissance des cités de Prudnik, Kożuchów et Zielona Góra comme douaire ou  Oprawa wdowia.

## Union et postérité
Vers 1378/1386 Henri VIII épouse Catherine d'Opole († 6 juin 1420), fille du duc Ladislas II d'Opole. Ils ont cinq enfants :
1. Jean Ier
2. Henri IX l'Ancien
3. Henri X Rumpold
4. Venceslas